# IV Giochi sudamericani
I IV Giochi sudamericani si sono svolti a Lima, in Perù, dal 1° al 10 dicembre 1990.
Alcune delle gare previste furono tuttavia disputate nelle città di Arequipa e Trujillo. I Giochi, a cui presero parte 10 rappresentative nazionali sudamericani, furono come i precedenti organizzati sotto il patrocinio della Organización Deportiva Sudamericana (ODESUR).

## Sport
- Nuoto
- Atletica leggera
- Baseball
- Bowling (Under-20)
- Pugilato
- Ciclismo
  -  Ciclismo su strada
  -  Ciclismo su pista
- Scherma
- Ginnastica
  -  Ginnastica artistica
  -  Ginnastica ritmica
- Judo (maschile Under-20)
- Vela
- Tiro
- Tennis tavolo
- Taekwondo
- Tennis
- Sollevamento pesi
- Lotta

## Medagliere
Paese ospitante
| Posiz. | Nazione   | Oro | Argento | Bronzo | Totale |
| ------ | --------- | --- | ------- | ------ | ------ |
| 1      | Argentina | 68  | 73      | 46     | 187    |
| 2      | Perù      | 50  | 59      | 76     | 185    |
| 3      | Cile      | 40  | 38      | 60     | 138    |
| 4      | Brasile   | 37  | 21      | 19     | 77     |
| 5      | Venezuela | 27  | 22      | 15     | 64     |
| 6      | Ecuador   | 21  | 23      | 18     | 62     |
| 7      | Uruguay   | 13  | 13      | 15     | 41     |
| 8      | Bolivia   | 2   | 9       | 24     | 35     |
| 9      | Suriname  | 2   | 0       | 1      | 3      |
| 10     | Paraguay  | 0   | 4       | 2      | 6      |
| Totale | Totale    | 260 | 262     | 176    | 798    |